# 終極統一
終極統一（英語：eventual unification）是對於海峽兩岸關係未來走向的一種論述，意指現今統治台澎金馬的中華民國與統治中國大陸的中華人民共和國為「一個中國，兩個政治實體」，現狀雖因中國分裂分治，成為階段性兩個中國，但在未來的某一個時間點，若滿足特定條件下，將會重新統一為一個中國。其衍生自中華民國的一個中國政策，在李登輝政府前期通過的《國家統一綱領》中，終極統一取代先前蔣經國政府的「三民主義統一中國」政策，成為中華民國政府關於兩岸政策的論述之一。
終極統一論的立場最終目標仍然是台灣與中國大陸間的政治統一，不支持永久保持台海現狀，但對於何時開始統一與如何進行的問題則態度迴避，近於支持不對臺海現狀設置結束時間。終極統一論者，反對一邊一國等推動台灣獨立主張，但也反對在現狀下直接進行政治談判與統一；他們設定了條件，希望在中國大陸社會自由化、民主化之後再行統一，在中國大陸方面未完成民主轉型前，反對設定時程表，來達成中國統一的急統主張。
中華人民共和國方面對中國統一表示支持，但拒絕承諾將會進行民主化，並且認為設定統一條件，不預設時間表，不承諾立即統一的終極統一，為柔性台獨或独台，仍屬於台獨的形式之一。
終極統一的相對概念為「終極獨立」，為傳統台獨的論述之一，即未來的某一個時間點、並滿足特定條件下，現在依存於臺灣運作的中華民國體制，將會被新的台灣共和國家取代，實現真正的台灣獨立。

## 概論
在國共內戰後，中國國民黨領導下的中華民國政府退居臺灣，而中國共產黨在中國大陸建立中華人民共和國，雙方皆認為自身才能代表正統的中國，否認對方存在的合法性。
1971年，美國蘭德公司發布《重訂對華政策》（Remaking China Policy），主張「一個中國，但不是現在」（One China but not now）。在這個政策下，認為台灣是中國的領土，在現況下並不是中華人民共和國的領土，但在未來可能會與中國統一。 
在臺灣，終極統一的支持者，常以《中華民國憲法》及其增修條文，作為台灣應該追求終極統一的依據。李登輝總統任內的1991年通過《國家統一綱領》，以中國統一為目標，但是認為這個目標將分三個階段，不設限時間，但認為在最終，雙方將會重新統一。李登輝在其著作《台灣的主張》中，曾說：
中國要統一，但必須統一在既照顧全體中國人利益，又合乎世界潮流的民主、自由、均富的制度之下，而不應統一在經過實踐證明失敗的共產制度或所謂的「一國兩制」之下。
與蔣中正時代的反攻大陸，或蔣經國時代的三民主義統一中國政策相較，終極統一更不強調由台灣方面主動進行中國統一。這個綱領的立場，在之後被解釋為終極統一。
李登輝在1999年7月提出，兩岸關係「至少是特殊的國與國的關係」，這個被稱為兩國論的觀點中，沒有支持或反對終極統一。民主進步黨根據兩國論的想法，進一步提出《臺灣前途決議文》，主張台灣獨立，台灣前途由台灣人民自決。2000年至2008年民進黨的陳水扁執政期間，中華民國政府不再追求終極統一，廢除國統會與《國家統一綱領》，但做出四不一沒有保證。在國民黨於2008年重新執政之後，對於終極統一的看法轉向低調，改為強調一中各表、九二共識、憲法一中及不統、不獨、不武等。2015年，洪秀柱有意參選2016年總統大選，在洪秀柱提出中華民國憲法是終極統一等論點後，因為被認為她的兩岸觀點可能危及選情，出現換柱爭議，國民黨最終將總統候選人改為朱立倫。

## 歷史

### 初期
李登輝任中華民國總統時，曾多次宣誓要追求中國統一。如1989年4月13日，李登輝接待法國訪客時，說：「中國只有一個，將來必定統一。」但是接下來又補充，因為兩岸政治體制不同，在短期內無法統一，希望在大陸實現自由、民主、均富的社會之後，才進行統一。執政後期，則出現「兩國論」。。

### 陳水扁政府時期
2004年10月25日，美國國務卿克林·鲍威尔至中國訪問，接受CNN及鳳凰衛視等訪問，訪談中提到台灣不享有國家主權，不是主權獨立國家，並希望兩岸在蹉商後，以和平方式達成終極統一。隨後美國國務院發表聲明，表示是口誤。國台辦認為這符合於美國對一個中國原則的立場。
2005年，中華人民共和國第十屆全國人民代表大會通過《反分裂國家法》，宣誓追求中國統一的決心。同年，擔任國民黨主席的馬英九，接受美國《新聞週刊》訪問時，提出追求終極統一是國民黨的目標。當時立法院長王金平認為，這是馬英九個人的意見，不代表國民黨整體立場。回應馬英九談話，陳水扁政府提出廢除國統綱領及國統會的行動。2006年1月，馬英九與日本媒體餐敍，針對終極統一論作出解釋，認為這符合一中憲法與國統綱領，仍然以保持現狀為主；隨後在2月訪問美國及歐洲，避談終極統一及停止內戰的話題，再度將追求終極統一定位為維持現狀，保持陳水扁的四不一沒有，以消除美國與歐洲方面對終極統一論的疑慮。將終極統一等同於保持現狀，而不是積極追求統一，成為國民黨的正式立場。
2007年，企業家曹興誠登報，主張在台灣通過《兩岸和平共處法》，推動統一公投。被總統陳水扁及民進黨立院黨團批評，其立場與中共中央總書記胡錦濤及國民黨總統參選人馬英九相同，是為了走向一個中國的終極統一。

### 馬英九政府時期
新加坡國父李光耀長期支持兩岸終極統一。2008年接受中央社訪問，認為馬英九提出的不統、不獨、不武主張，改善了兩岸關係，但未堅持中國國民黨原本的終極統一立場。
在2012年總統大選中，2011年，馬英九提出黃金十年計畫，其中納入與中國大陸進行和平協議，民進黨與台聯批評和平協議以一個中國為前提，目標在於走向終極統一。11月25日，親民黨主席宋楚瑜接受BBC專訪，提出台灣應根據中華民國憲法，追求終極統一，批評馬英九未恢復國統綱領。在同一天，他接受壹電視專訪時，則否認自己立場為終極統一。
2012年，中共十八大召開，首次將九二共識納入報告之中。辛旗認為，堅持一個中國原則的九二共識，可使兩岸和平發展，和平發展的最終目標為和平統一。2013年，國民黨榮譽主席吳伯雄訪問中國大陆，與中共中央總書記習近平會面，提出國民黨推動一個中國架構，被認為呼應了一個中國框架。
2014年，馬英九政府推動高中課綱微調案，被學者張炎憲等人批評，其目的在於推動終極統一。參與反課綱微調運動的學生團體與台聯，也以相同理由，要求撤銷微調課綱。同年5月，施明德與蘇起等人，提出「新一中原則」，又稱大一中架構。被台聯批評是馬英九終極統一論的重新包裝。
同年9月，馬英九與外籍記者茶敘，提及要參考兩德經驗來制定兩岸政策。德國《明鏡週刊》根據這段談話，報導馬英九將以兩德統一模式，來推動終極統一。中華民國總統府隨後發表聲明，認為報導不正確。馬英九強調，不會採取「一德兩國」模式，而是根據憲法採取一中各表，並沒有提到支持或反對終極統一。在接受中國《廈門海峽導報》採訪時，王曉波稱自己為馬英九長年好友，表示馬英九的方向是終極統一，以及兩岸和平協議，但受限到台灣民意不支持，不敢說出口，因此造成大家不了解。此報導經香港文匯報轉載，傳回台灣。但王曉波的說法，並沒有得到總統府的證實，總統府發言人羅智強表示，馬英九支持不統、不獨、不武。在一場由中國文化大學舉辦的研討會上，國民黨大陸事務部主任桂宏誠說，國民黨支持兩岸在未來走向統一，而不統、不獨、不武的主張，則是現在不會進行統一。
2015年4月，馬英九在陸委會提出新三不政策，也就是保證不推動「兩個中國、一中一台、台灣獨立」。5月，國民黨主席朱立倫與中國共產黨總書記習近平，在北京人民大會堂舉行朱習會。美聯社報導，朱立倫在這場會談中，提出兩岸同屬一個中國，被認為表態支持中國終極統一。國民黨發言人楊偉中向美聯社抗議後，美聯社更正了內容，改為「朱立倫支持九二共識，但是這被北京政府解讀為支持終極統一」。其他的國外媒體，如英國《衛報》，也有類似報導，認為朱立倫代表國民黨，向中共承諾支持中國統一。朱立倫認為這是斷章取義的惡意扭曲，但沒有清楚說明他是否支持或反對終極統一。國民黨立院黨團幹事長吳育昇召開記者會，舉出蔡英文在2000年曾主張「未來的一個中國」，認為朱立倫的主張堅守九二共識，蔡英文在2000年的主張是終極統一。
10月，國民黨總統候選人洪秀柱，認為《中華民國憲法》是終極統一，雖然洪澄清說的是「由中華民國統一兩岸」，但其發言依然被認為是傾共，造成了軒然大波。許多國民黨立法委員建議國民黨中央，即刻撤換洪秀柱，避免其投降主義發言拖累立委選情。國民黨也批評洪秀柱的發言，最終透過臨時全國代表大會，廢止其提名，改為提名朱立倫，被稱為換柱行動。
陳長文投書媒體，認為終極統一有強迫人民統一的意思在，難以使人接受，國民黨應該改變修辭，應主張追求兩岸的合意統一。

### 蔡英文政府時期
2016年，在洪秀柱主席任內，國民黨召開第19次全代會，於9月5日通過和平政綱，主張深化九二共識，兩岸以和平協議結束敵對狀況。研究員王建民認為，認同「九二共識」和「兩岸同屬一中」是國民黨的主要核心理念，不再提「一中各表」則是主要進步。龐建國接受導報記者採訪，認同和平政綱的通過，主張按照《中華民國憲法》規定追求兩岸終極統一，對國民黨及台灣非常重要。
国民党主席吳敦義于2018年5月22日出席党中央宗教事务委员会第一次工作会议提到，《宪法增修条文》「最终目的是国家统一为原则」，现阶段则可以全面改选「自由地区」（台澎金马）立法委员。。吴敦义解释，宪法增修条文里头，「在国家统一前」，台澎金马称为「自由地区」，其它称为「大陆地区」，「当时全面改选立法委员，只能在自由地区改选，不能在北京、在天津改选」﹔「当时增修宪法条文里订下，国家最终的目的是要以统一为原则，但是在现阶段，自由地区还是全面改选。」他强调，想到《宪法增修条文》、《两岸人民关系条例》就知道，两岸的基本关系是希望能维持和平稳定发展的状态。
2019年1月7日，孫文學校總校長張亞中宣佈爭取代表國民黨參選中華民國總統；他说，兩岸是兄弟一家親，應堅守中華民國憲法，結束兩岸目前的敵對狀態，他將毫不猶豫的跟北京對話，討論兩岸和平統一前的政治定位。

## 民調支持度
2011年，《遠見》雜誌發表民調，67.1%民眾認為在兩岸社會現狀差不多時，沒有必要統一。與2010年12月所做調查，沒有太大差異。在台灣與中國大陸是否最終要統一的題目中，贊成的有15.7%，與2010年12月調查減少了1.7%；不贊成的有69.6%，增加0.2%。 
根據政大選舉研究中心從1992年開始的定期調查。以長期趨勢來說，李登輝執政時期，支持中國統一的台灣民眾在20%上下，民進黨執政之後，降到15%，馬英九執政之後，保持在10%上下。2015年1月發布的民調結果，有9.2%的台灣民眾支持偏向統一、儘快統一；7月民調結果，支持偏向統一、儘快統一的比率萎縮至9.1%，認同自己是中國人的比率僅剩3.3%，是自1992年開始調查以來的最低點。
根據台灣民調指標公司在2015年10月15日發布的定期民調，對兩岸關係現況及未來看法的可複選題目，只有10.5%的台灣民眾支持終極統一。聯合報於2016年8月31日至9月9日民調顯示，對於台灣前途的主張，7%主張急統，10%主張緩統，47%希望永遠維持現狀，另外百分之四無意見。政大選研中心特聘研究員暨政治系合聘教授陳陸輝表示，偏向統一（急統和緩統）達17%。